# تپوگولا
تپوگولا (به لاتین: Tepugolla) یک منطقهٔ مسکونی در سری‌لانکا است که در استان مرکزی (سری‌لانکا) واقع شده‌است.